# Нуну Лопіш
Нуну Лопіш (порт. Nuno Lopes; нар. 6 травня, 1978, Лісабон, Португалія) — португальський актор театру і кіно. За межами батьківщини передусім відомий головною роллю в фільмі «Святий Георгій» 2016 року, та роллю в містичному серіалі «Білі лінії» 2020 року.

## Біографія
Закінчив Лісабонську школу театру і кіно.

## Фільмографія

### Фільми
- 2005 — «Аліса»[en] — Маріо
- 2011 — «Кров моєї крові»[en] — Телмо Собрал
- 2012 — «Лінії Веллінгтона» — Франциско Хав'єр
- 2012 — «Операція «Осінь»»[en] — Ернесто Лопес Рамос
- 2013 — «Нав'язливі ритми» — Фуріо
- 2016 — «Святий Георгій»[en] — Хорхе
- 2017 — «Жоакім» — Матіас
- 2019 — «Простачка»[en] — Андре

### Серіали
- 2017 — «Мата Харі» — барон Максіміліан Рідох
- 2020 — «Білі лінії»[en] — Боксер